# Nassinia aurantiaca
Nassinia aurantiaca är en fjärilsart som beskrevs av Louis Beethoven Prout 1928. Nassinia aurantiaca ingår i släktet Nassinia och familjen mätare. Inga underarter finns listade i Catalogue of Life.